# GECAD Group
GECAD — румунська IT-компанія, яка займається виробництвом програмного забезпечення. Заснована в 1992 році Раду Георгеску. Компанія включає декілька підприємств: Gecad Technologies/Axigen (e-mail), Gecad Net (служба комп'ютерної безпеки), Gecad ePayment і Avangate (електронна комерція) і Gecad Software (програми для бізнесу).

## Коротка історія
Назва компанії складається з перших двох літер засновника — GE — і абревіатури CAD, що розшифровується як Computer Aided Design (з англ. Система автоматизованого проектування), оскільки в перші роки GECAD займалася розробкою саме подібних систем. З часом сфера діяльності компанії змістилася у бік комп'ютерної безпеки: так, в 1994 році компанією було розроблено антивірус RAV (Reliable Antivirus).. 10 червня 2003 року технологію було придбано компанією Microsoft після того, як число користувачів RAV перевищило 10 млн по всьому світу.
У 2004 році компанія, що раніше називалася GECAD Software, після ребрендингу отримала найменування GECAD Group, а колишня назва збереглася за дочірнім підприємством. В даний час GECAD Group займається інвестуванням переважно в IT-компанії з високим потенціалом і можливостями надання нових ідей на ринках (захисне програмне забезпечення, хмарні технології, електронна комерція, криптовалюта і платіжні системи). Так, у 2005 році GECAD Group вклала кошти у розвиток платіжної системи Avangate.
Оборот компанії у 2008 році склав 7,2 млн євро, збитки — 1,8 млн євро.

## Підприємства в складі
- Gecad Software — перша компанія групи, яка розробила і запустила антивірус RAV Antivirus у 1994 році. У 2003 році його придбала компанія Microsoft[5].
- Gecad ePayment — програма електронної торгівлі, лідер серед румунських платіжних онлайн-систем[6]. У 2008 році оборот склав 1,05 млн євро, збитки — близько 900 тис. євро[7]. Головний конкурент на ринку — DotCommerce.
- Gecad Net — унікальний румунський дистриб'ютор Trend Micro, партнер Kaspersky і IBM/ISS[8]. Є девелопером програми вирішення проблем IT-безпеки Sentinet, яка стежить за інфраструктурою клієнтських компаній, розробкою апаратного та програмного забезпечення, попереджає відділ IT про потенційно небезпечні для компанії ситуації. Випускає звіти управління за різними параметрами. 2007 фінансовий рік закінчився з оборотом 5,5 млн євро[9].
- Gecad Technologies/Axigen — компанія, заснована в 2001 році. Займається дослідженням в області нових технологій, проект-менеджментом і розвитком програмного забезпечення. Спочатку займалася розробкою антивірусного ПЗ, пізніше стала просувати перше e-mail рішення в Румунії під брендом Axigen[10][11].
- Avangate — компанія, заснована у вересні 2005 року. Колишній відділ міжнародного співробітництва Gecad ePayment[12]. На липень 2011 року налічувала 84 працівники.